# Admir Seferagić
Admir Seferagić (sinh ngày 27 tháng 10 năm 1994) là một cầu thủ bóng đá Bosnia thi đấu ở vị trí tiền đạo cho SC Kriens ở Swiss Promotion League.

## Sự nghiệp câu lạc bộ
Admir Seferagić ra mắt cho Basel vào ngày 17 tháng 8 năm 2013 ở Cúp bóng đá Thụy Sĩ trước BSC Old Boys. Anh thay cho Stephan Andrist sau 74 phút với chiến thắng 0-1 trên sân khách. Ivan Ivanov ghi bàn thắng duy nhất cho FC Basel trong hiệp phụ. Cuối mùa giải Super League 2013–14 anh giành chức vô địch với Basel. Họ cũng vào chung kết Cúp bóng đá Thụy Sĩ 2013–14, nhưng bị đánh bại 2–0 bởi Zürich sau hiệp phụ. Trong mùa giải 2013–14 Champions League Basel vào đến vòng bảng và về đích thứ 3 trong bảng. Do đó họ được tham gia vòng đấu loại trực tiếp Europa League và vào được đến tứ kết.
Vào ngày 19 tháng 5 năm 2014 Basel thông báo rằng Seferagić chuyển đến Schaffhausen. Điều này được xác nhận ngày 15 tháng 12 năm 2016, và anh được câu lạc bộ giải phóng.

## Danh hiệu

### Câu lạc bộ
Basel
- Giải bóng đá vô địch quốc gia Thụy Sĩ: 2013–14
- Cúp bóng đá Thụy Sĩ Á quân: 2013–14